# Venus Wars
Venus Wars (ヴイナス戦記,?, Venus senki, Cronache delle guerre di Venere) è un manga di Yoshikazu Yasuhiko pubblicato dalla Gakken dal settembre 1986 all'aprile 1990 sulla rivista Comic Nora, raccolto poi in quattro tankōbon. Nel 1989 lo stesso Yasuhiko scrisse e diresse un film d'animazione basato sulla prima parte del fumetto. Sia il manga che il film sono editi anche in Italia.

## Trama
Dopo l'impatto di un'enorme cometa di ghiaccio contro Venere, viene avviato il processo di terraformazione che porta a inviare la prime navi nel 2012 e nel 2017 all'inizio della massiccia colonizzazione del pianeta. Nel 2089 anno 72 secondo il nuovo calendario  i coloni terrestri, suddivisi nelle due nazioni di Aphrodia e Ishtar, combattono una battaglia quotidiana contro un ambiente essenzialmente ostile. Ma come se ciò non bastasse - o forse proprio per questo - gli equilibri su cui si fonda la civile convivenza sul pianeta entrano in crisi, e Aphrodia e Ishtar entrano in guerra. Ishtar, che ha preso l'iniziativa militare, schiera nelle sue file enormi carri armati ultramoderni. Per fronteggiarne l'avanzata l'esercito di Aphrodia non ha altra scelta che contrapporvi ben più agili e veloci motocicli d'assalto. A pilotarli vengono chiamati anche i giocatori di rolling game - una sorta di polo motorizzato - fra cui Hiro Senō della squadra dei Killer Commandos. Nel frattempo, la giovanissima giornalista Susan Sonntag arriva dalla Terra - che sembra mantenersi neutrale rispetto al conflitto venusiano - nella speranza di fare lo scoop della sua vita.
Nella seconda parte del manga la storia segue le vicende di un giovane cadetto di Ishtar, Matthew Sim Radom, e della lotta per il potere che si gioca a Gaugamela, la capitale della nazione che ha vinto la guerra.

## Edizioni in lingua italiana
In Italia il manga è stato pubblicato una prima volta da Granata Press in sette volumi tra il 1992 ed il 1994 nella collana Zero Nippon Comix. Tra il 2009 e il 2010 è stato ripubblicato da Magic Press in quattro volumi intitolati Record of the Venus Wars, con una nuova traduzione e rispettando il senso di lettura originale.
Il film è invece stato pubblicato da Yamato Video con il titolo Venus Wars dapprima in VHS, e poi, nel 2009, in Blu-ray Disc.